# La sorellina
La sorellina (The Little Sister) è un romanzo hardboiled di Raymond Chandler pubblicato nel 1949, proposto in Italia originariamente col titolo di Troppo tardi. Si tratta del quinto degli otto romanzi con protagonista il detective Philip Marlowe.

## Trama
Anni 40. Una ragazza del Kansas incarica il detective Philip Marlowe di ritrovare il fratello Orrin che da mesi si è trasferito a Los Angeles e non dà più sue notizie. La giovane non è indifferente al fascino di Marlowe che è conteso anche fra due bellissime attrici e più volte rischia di lasciarci la pelle; con qualche difficoltà riuscirà a sopravvivere e a scoprire tracce del fratello della sua cliente. Fra la mondanità della sfavillante Hollywood e le miserie dell'arida costa oceanica Marlowe pesterà i piedi a polizia e criminali per scoprire quanto sangue ha provocato un meschino ricatto.

## Tecnica narrativa
La storia è narrata in prima persona dal protagonista; il sarcasmo e i minuti dettagli di una società piena di contrasti caratterizzano tutti i romanzi con protagonista Philip Marlowe.

## Traduzioni italiane
- Troppo tardi, traduzione di Anonimo [tagliata], Collana Libri Gialli, Milano, Mondadori, 1950.
- in  Philip Marlowe investigatore, traduzione di Ida Omboni, Milano, Mondadori, 1953. - La sorellina, Feltrinelli, Milano, 1989-2017.
- in  Romanzi e racconti 1943-1959, traduzione di Laura Grimaldi, Collana I Meridiani, Milano, Mondadori, 2006.